# Visual Basic
Visual Basic (zkratka VB) je v informatice událostmi řízený programovací jazyk a integrované vývojové prostředí (IDE) od společnosti Microsoft pro jeho programovací model COM. Visual Basic je odvozen od programovacího jazyka BASIC a umožňuje rychlý vývoj aplikací (RAD) s grafickým uživatelským rozhraním (GUI), přístup k databázím prostřednictvím DAO, práci se vzdálenými objekty (Remote Data Objects) nebo objekty ActiveX, jejich tvorbu a správu. Skriptovací jazyky, jako jsou VBA a VBScript, jsou syntakticky podobné Visual Basicu, ale výkonem rozdílné.
Programátor může napsat aplikaci, která bude používat komponenty poskytované Visual Basicem. Program napsaný ve VB může tedy používat Windows API, ale je zapotřebí deklarovat externí funkci. Poslední vydání byla verze 6, která byla vydána v roce 1998. Podpora Microsoftu skončila v březnu roku 2008 a následníkem byl Visual Basic .NET.

## Vlastnosti jazyka

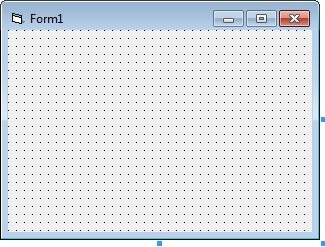
Prázdný formulář v IDE

Stejně jako programovací jazyk BASIC i Visual Basic byl navržen tak, aby bylo jednoduché se ho naučit a používat. Jazyk je vhodný nejen pro programátory, kteří vytvářejí jednoduché GUI aplikace, ale umožňuje vytvářet i komplexní aplikace. Programování ve VB je kombinace vizuálního aranžování ovládacích prvků (Controls) na formuláři (form), specifikace atributů a akcí na těchto prvcích a psaní doprovodných řádek kódu, který přidává další funkce (rozšiřuje možnosti výsledné aplikace). Pro atributy a akce ovládacích prvků jsou definovány výchozí hodnoty, což programátorovi při psaní programů usnadní práci. Ze začátku měl Visual Basic nedostatky ve výkonu, ale s příchodem rychlejších počítačů a kompilací do nativního kódu se tento problém stal bezvýznamným.
Ačkoli mohou být programy zkompilovány jako spustitelné soubory v nativním kódu, stále potřebují přítomnost run-time knihoven s přibližnou velikostí 1 MB. Tyto knihovny jsou implementovány ve Windows od verze 2000. Ve starších verzích tohoto systému musí být dodávány s aplikacemi.

### Vývojové prostředí
Vývojové prostředí obsahuje panel s ovládacími prvky (toolbox), které se přenášejí technikou drag-and-drop na formulář. Ovládací prvky mají přiřazeny atributy a správce událostí (event handler). Výchozí hodnoty jsou poskytovány ve chvíli, kdy je ovládací prvek vytvořen, ale jeho hodnoty, mohou být změněny i programátorem. Mnoho hodnot atributů může být modifikováno i za běhu programu na základě uživatelských akcích nebo změně prostředí, vyvolaných dynamickou aplikací. Například můžeme vložit kód do event handleru pro změnu velikosti formuláře, aby ovládací prvek zůstal ve formuláři vycentrovaný nebo vložením kódu do event handleru pro stisknutou klávesu v textovém poli (textbox) program automaticky překládá text, který byl vložen.

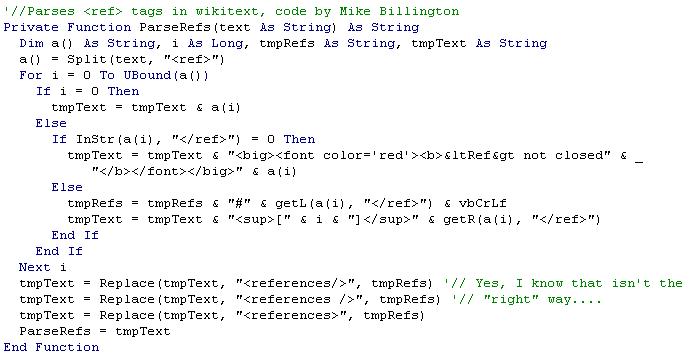
Formátovaný zdrojový kód

Visual Basic může vytvářet spustitelné soubory EXE, ovládací prvky ActiveX, nebo dynamické knihovny (*.dll), ale primárně je používán k vývoji Windows aplikací a k rozhraní databázových systémů. Dialogová okna s menší funkcionalitou mohou být použita jako pop-up okna. Ovládací prvky poskytují základní funkcionalitu aplikace, přičemž programátor může vkládat další logiku v příslušných event handlerech. Například rozbalení comboboxu (drop-down) automaticky zobrazí jeho list a umožňuje uživateli vybrat položku listu. Event handler je volán ve chvíli, kdy je položka označena a ten potom může spustit kód vytvořený programátorem, který vykoná nějakou akci založenou na vybrané položce.
Komponenta Visual Basicu nemusí obsahovat uživatelské rozhraní, místo toho může poskytovat objekty ActiveX dalším programům přes Component Object Model (COM). To umožňuje serverové zpracování nebo přidávání modulů.

## Odvozené jazyky
- Visual Basic Script (zkratkou VBS, VBScript) je skriptovací jazyk určený pro vkládání kódu do webových stránek a běžné skriptování ve WSH, založený na jazyce Visual Basic.
- Visual Basic for Applications (zkratkou VBA) je variantou odvozenou z Visual Basicu pro uživatelské doplňování funkcionality programů zejména Microsoft Office, jehož je součástí.
- Gambas – nezávislé rozšíření BASICu inspirované Visual Basicem a umožňující spouštět některé programy napsané ve Visual Basicu v un*xových systémech

## Ukázka kódu

### Hello world
Tradiční program „Hello world“ vypadá takto:
```
Module
 
Hello

  
Sub
 
Main
()

      
MsgBox
 
"Hello, World!"
 
'Zobrazí dialogové okno s hlášením

  
End
 
Sub

End
 
Module

```

### Podmíněné výrazy
```
Vek
 
=
 
InputBox
(
"Kolik ti je let?"
)

If
 
Not
 
IsNumeric
(
Vek
)
 
Then

   
MsgBox
 
"To není číslo!"

ElseIf
 
Vek
 
<
 
0
 
Then

   
MsgBox
 
"Nemůže ti být méně než 0!"

ElseIf
 
Vek
 
>
 
100
 
Then

   
MsgBox
 
"To je hodně!"

Else

   
MsgBox
 
"Jsi "
 
&
 
Vek
 
&
 
" let starý."

End
 
If

```

### Funkce
Funkce, která vypočítá obsah kruhu:
```
Private
 
Function
 
ObsahKruhu
(
Polomer
 
As
 
Double
)
 
As
 
Double

    
Const
 
PI
 
=
 
3.14159265358979323846264

    
ObsahKruhu
 
=
 
PI
 
*
 
(
Polomer
 
^
 
2
)

End
 
Function

```